# Szymon Srebrnik
Szymon Srebrnik (ur. 10 kwietnia 1930 w Łodzi, zm. 16 sierpnia 2006 w Izraelu) – jedna z sześciu osób, które przeżyły obóz zagłady w Chełmnie nad Nerem i dożyły końca wojny.

## Życiorys
Syn Lai i Dawida. Jego rodzice zginęli w 1943 roku – ojciec w getcie, a matka w obozie w Chełmnie.
Do marca 1944 roku przebywał w getcie w Łodzi, skąd trafił do obozu zagłady w Chełmnie. Początkowo pracował w „komandzie domowym”, odpowiedzialnym za sortowanie ubrań i przedmiotów pozostawionych przez ofiary. Przez pewien czas był także pomocnikiem Mordechaja Żurawskiego podczas jego pracy w kuchni. Wśród sortowanych przez niego przedmiotów osobistych ofiar miał odnaleźć dokumenty należące do jego matki. Następnie pracował w tzw. „komandzie leśnym” w Lesie Rzuchowskim, odpowiedzialnym za pozbywanie się ciał ofiar obozu. Odpowiadał m.in. za wyciąganie złotych zębów ofiar.
Srebrnik zajmował się wyrzucaniem z łódki do Neru resztek kości, których nie udało się spalić na terenie obozu. Przed wkroczeniem wojsk radzieckich Niemcy likwidowali wszystkich więźniów, Srebrnik został postrzelony w głowę, ale przeżył. Według własnych zeznań odczołgał się od miejsca egzekucji i następnie ukrył się w stodole należącej do chłopa, Wieczorka. Leczony był następnie przez lekarza Armii Czerwonej.
W 1945 roku zeznawał w śledztwie Władysława Bednarza w sprawie funkcjonowania obozu w Chełmnie. Dzięki organizacji Bricha trafił do obozu dla przesiedleńców w Austrii, gdzie spotkał Szewacha Weissa. Następnie przez Włochy przedostał się do Palestyny.
Po powstaniu Izraela służył w Korpusie Łączności Sił Obronnych Izraela i wziął udział w czterech wojnach. W Izraelu urodziły mu się dwie córki.
Zmarł 16 sierpnia 2006 roku, został pochowany na cmentarzu w Nes Cijjona.
Wywiad ze Srebrnikiem ukazał się w filmie dokumentalnym Shoah Claude'a Lanzmanna. Podczas kręcenia filmu Srebrnik spotkał się z chłopem, u którego ukrywał się po likwidacji obozu, który przekazał mu kajdany, którymi w 1945 roku skuty był Srebrnik. 